# Hipparchia burgeffi
Hipparchia burgeffi är en fjärilsart som beskrevs av Forster 1951. Hipparchia burgeffi ingår i släktet Hipparchia och familjen praktfjärilar. Inga underarter finns listade i Catalogue of Life.